# Dzjagdy
De Dzjagdy (Russisch: Джагды) is een bergketen in het Russische Verre Oosten, gelegen binnen de Russische oblast Amoer en de kraj Krasnojarsk. Het gebergte vormt de meest oostelijke schakel van de grotere bergketen Jankan-Toekoeringra-Soktachan-Dzjagdy. Het gebergte heeft een lengte van ongeveer 250 kilometer en loopt op tot een hoogte van 1593 meter. De oostgrens is de rivier de Sjevli (zijrivier van de Oeda). Aan zuidzijde stroomt de Nora (zijrivier van de Selemdzja) en ligt de Zeja-Boerejavlakte. In het zuidwesten gaat het gebergte over in het Selemdzjagebergte.